# The Unspoken (film 1999)
The Unspoken è un film del 1999 diretto da Frederick Marx.

## Trama
Dopo aver trascorso 14 anni in un ospedale psichico, il taciturno Jean, scappa e si nasconde in un motel abbandonato. La sua solitudine è però sconvolta dall'arrivo di Cory, infermiera con problemi emotivi che è stato abbandonato in mezzo al nulla da un medico.